# Masakr v Hue

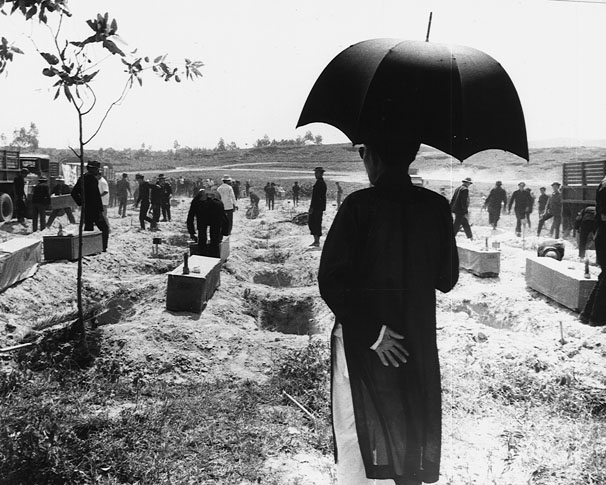
Pohřeb 300 neidentifikovaných obětí

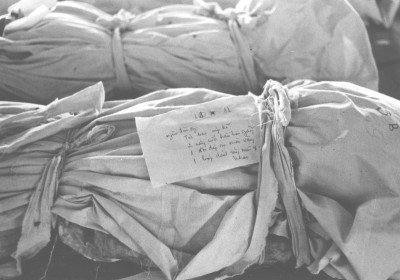
Štítek na zahalených pozůstatcích neidentifikovaných obětí, popisující zuby, barvu vlasů, oblečení a předměty nalezené s tělem.

Masakr v Huế během války ve Vietnamu byl jedním z největších masakrů civilního obyvatelstva. Zabito bylo podle různých zdrojů 2 800 až 6 000 civilistů včetně žen a dětí a válečných zajatců, tedy 5–10 % obyvatel Huế.
Masakr prováděli příslušníci ozbrojených sil Vietkongu a Vietnamské lidové armády během Ofenzívy Tet, po obsazení města Huế 31. ledna 1968 do jeho opuštění 3. března 1968. Mnoho obětí bylo mučeno, znásilněno a pohřbeno zaživa.
Masakr byl proveden na základě série příkazů vydaných vrchním velením Vietnamské lidové armády.